# 比尔斯特林根
比尔斯特林根是德国萨克森-安哈尔特州的一个市镇。总面积25.39平方公里，总人口923人，其中男性465人，女性458人（2011年12月31日），人口密度36人/平方公里。